# Forcipomyia galeata
Forcipomyia galeata är en tvåvingeart som beskrevs av Debenham och Wirth 1984. Forcipomyia galeata ingår i släktet Forcipomyia och familjen svidknott. Inga underarter finns listade i Catalogue of Life.